# Applegate (Míchigan)
Applegate es una villa ubicada en el condado de Sanilac en el estado estadounidense de Míchigan. En el Censo de 2010 tenía una población de 248 habitantes y una densidad poblacional de 94,81 personas por km².

## Geografía
Applegate se encuentra ubicada en las coordenadas 43°21′34″N 82°38′21″O / 43.35944, -82.63917. Según la Oficina del Censo de los Estados Unidos, Applegate tiene una superficie total de 2.62 km², de la cual 2.6 km² corresponden a tierra firme y (0.69%) 0.02 km² es agua.

## Demografía
Según el censo de 2010, había 248 personas residiendo en Applegate. La densidad de población era de 94,81 hab./km². De los 248 habitantes, Applegate estaba compuesto por el 93.15% blancos, el 3.23% eran afroamericanos, el 0% eran amerindios, el 2.42% eran asiáticos, el 0% eran isleños del Pacífico, el 1.21% eran de otras razas y el 0% pertenecían a dos o más razas. Del total de la población el 3.23% eran hispanos o latinos de cualquier raza.